# Хакимов, Джума
Джума Хакимов — советский хозяйственный, государственный и политический деятель, Герой Социалистического Труда.

## Биография
Родился в 1909 году на территории современного Таджикистана. Член КПСС.
С 1920 года — на хозяйственной, общественной и политической работе. В 1920—1956 гг. — крестьянин, батрак, участник борьбы с басмачеством, организатор коллективного сельскохозяйственного производства в Таджикской ССР, председатель колхоза имени Сталина Науского района Ленинабадской области.
Указом Президиума Верховного Совета СССР от 17 января 1957 года присвоено звание Героя Социалистического Труда с вручением ордена Ленина и золотой медали «Серп и Молот».
Умер в Таджикской ССР после 1969 года.